# 霧島市立川原小学校
霧島市立川原小学校（きりしましりつ かわはらしょうがっこう）は、鹿児島県霧島市国分川原にある市立の小学校。

## 概要
霧島市国分の中央部に位置する小学校である。
平成14年度から特認通学制度を導入しており、市内の別の校区からも通学が可能である。

## 沿革
- 1879年（明治12年） - 川原小学校設立。
- 1947年（昭和22年） - 清水村立川原小学校に改称。
- 1955年（昭和30年） - 国分市立川原小学校と改称。
- 2005年（平成17年） - 国分市と姶良郡6町の新設合併に伴い、霧島市立川原小学校と改称。